# 津巴布韋羅德西亞
津巴布韋羅德西亞（英語：Zimbabwe Rhodesia）是一個位於非洲南部，在1979年6月1日至1979年12月12日存在而未被承認的國家。
羅德西亞叢林戰爭期間，埃布爾·穆佐雷瓦成為總理，並將國名由羅德西亞改為津巴布韋羅德西亞。並採用議會共和制，貨幣為羅德西亞元。
1979年12月11日，在當地憲法中宣佈，「津巴布韋羅德西亞將不再是獨立國家，成為英國的統治地域。」。翌日，國家被解散。同月21日，《蘭開斯特宮協定》被簽訂，該地亦回復大英帝国殖民地南羅德西亞。1980年4月18日，辛巴威共和國成立，沿用至今。